# 佐野忠克
佐野 忠克（さの ただかつ、1945年7月10日 - ）は、日本の経産官僚、弁護士（第二東京弁護士会）である。鳩山由紀夫内閣で内閣総理大臣秘書官（政務担当）を務めた。

## 略歴
- 兵庫県立神戸高等学校卒業
- 1969年（昭和44年）03月 - 京都大学法学部卒業
- 1969年（昭和44年）04月 - 通商産業省入省(通商局通商政策課[2])
- 1971年（昭和46年）05月 - 経済協力開発機構工業エネルギー局出向
- 1972年（昭和47年）010月 - 重工業局重工業課[3]
- 1974年（昭和49年）010月 - 資源エネルギー庁 長官官房鉱業課総括班長
- 1976年（昭和51年）09月 - 通商政策局西欧アフリカ中東課総括班長[2]
- 1978年（昭和53年）09月 - 基礎産業局鉄鋼業務課総括班長
- 1981年（昭和56年）04月 - 貿易局総務課総括班長
- 1982年（昭和57年）05月 - 通商政策局総務課総括班長[2]
- 1983年（昭和58年）02月 - 機械情報産業局 宇宙産業室長
- 1984年（昭和59年）05月 - 日本貿易振興会パリセンター 産業調査員
- 1987年（昭和62年）06月 - 資源エネルギー庁 石油部開発課長
- 1989年（平成01年）06月 - 通商政策局 西欧アフリカ中東課長
- 1991年（平成03年）04月 - 通商政策局 欧州アフリカ中東課長
- 1991年（平成03年）06月 - 産業政策局 産業構造課長
- 1992年（平成04年）06月 - 大臣官房 総務課企画室長
- 1993年（平成05年）06月 - 産業政策局 総務課長
- 1993年（平成05年）08月 - 総理府 細川護熙内閣総理大臣秘書官（事務担当）
- 1994年（平成06年）07月 - 通商政策局　国際経済部長
- 1996年（平成08年）08月 - 通商政策局次長
- 1998年（平成10年）06月 - 貿易局長
- 1999年（平成11年）09月 - 大臣官房長
- 2001年（平成13年）01月 - 通商政策局長
- 2002年（平成14年）07月 - 経済産業審議官
- 2004年（平成16年） - 退官
- 2006年（平成18年） - ジョーンズ・デイ法律事務所東京オフィス弁護士
- 2009年（平成21年）09月 - 鳩山由紀夫内閣総理大臣秘書官（政務担当）
- 2010年（平成22年）07月 - ジョーンズ・デイ法律事務所東京オフィス弁護士
- 2016年（平成28年）11月 - 瑞宝重光章受章

## 註
1. ↑  鳩山由紀夫内閣における、その他の内閣総理大臣秘書官（事務担当）は以下のとおり。 
  - 羽深成樹 - （1981年大蔵省入省、財務省主計局主計官、防衛省大臣官房審議官、 内閣府政策統括官（経済社会システム担当））
  - 山野内勘二 - （1984年外務省入省、内閣参事官、外務省経済局長、ニューヨーク総領事・大使）
  - 安藤久佳 - （1983年通産省入省、経済産業省大臣官房総務課長、中小企業庁長官、経済産業事務次官）
  - 吉田尚正 -（1983年警察庁入庁、 警視庁公安部公安総務課長、警察庁刑事局捜査第一課長、警察庁刑事局長、警視総監）
2. 1 2 3  『通商産業省名鑑 2003年』時評社
3. ↑  『通商産業省名鑑 1987年』時評社